# Carmen saeculare

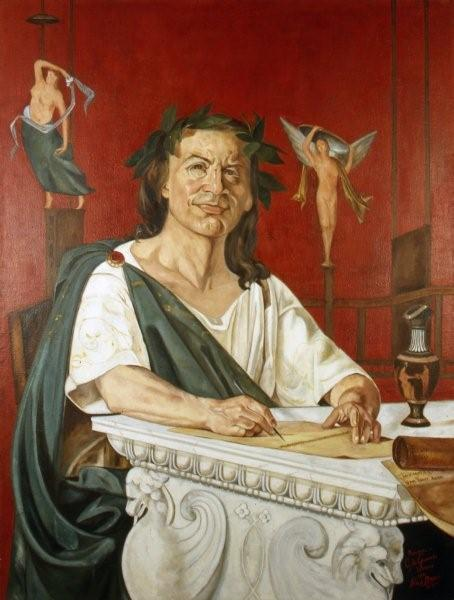
Pintura de Quinto Horacio Flaco, por Michele Bruno según descripciones de Giacomo Di Chirico

Carmen saeculare (Himno secular), conocido a veces como el Carmen, es un himno escrito por el poeta Horacio. Fue encargado por el emperador romano Augusto en el año 17 a. C.